# Simona Păucă
Simona Păucă (ur. 19 września 1969 w Azuga) – rumuńska gimnastyczka. Trzykrotna medalistka olimpijska z Los Angeles.
Igrzyska w 1984 były jej jedyną olimpiadą. Triumfowała w drużynie oraz w ćwiczeniach na równoważni – ex aequo z Ecateriną Szabo. W wieloboju zajęła trzecie miejsce. Miała wówczas zaledwie 14 lat.